# Leporinus friderici
 Leporinus friderici és una espècie de peix de la família dels anostòmids i de l'ordre dels caraciformes.

## Morfologia
- Els mascles poden assolir 40 cm de llargària total i 1.500 g de pes.[5][6]

## Reproducció
Els mascles són sexualment madurs al cap d'un any de vida i les femelles als dos. La reproducció té lloc entre novembre i juny i les femelles ponen entre 100.000 i 200.000 ous.

## Alimentació
Menja bàsicament fruits, llavors i tèrmits.

## Hàbitat
Viu en zones de clima subtropical entre 23 °C - 26 °C de temperatura.

## Distribució geogràfica
Es troba a Sud-amèrica: Argentina, Surinam i conca del riu Amazones.

## Interès gastronòmic
La seua carn excel·lent és ideal per al consum malgrat les seues nombroses espines.